# Radar (pesem)
»Radar« je pesem ameriške glasbenice Britney Spears. Novembra 2006 sta pesem napisala duet Bloodshy & Avant in skupina The Clutch kot delo, ki ni bilo povezano z njenim zasebnim življenjem. Snemanje pesmi se je pričelo dan po tem, ko je Britney Spears vložila zahtevo za ločitev od Kevina Federlinea in člani skupine The Clutch so dejali, da so bili zelo presenečeni nad njeno delavno etiko. Glasbeno je pesem »Radar« elektropop pesem z raznimi inštrumenti in velikim poudarkom na sintetizatorju. Besedilo govori o privlačnosti med protagonistko in moškim, za katerega se sprašuje, če ve, kako čuti.
Pesem »Radar« so najprej vključili na njen peti glasbeni album, Blackout (2007), in že takrat je s strani glasbenih kritikov prejemala v glavnem same pohvale. Zaradi dobre digitalne prodaje je zasedla eno izmed prvih štirideset mest na lestvicah na Novi Zelandiji in na Irskem ter eno izmed prvih desetih mest na švedski glasbeni lestvici. Zaradi uspeha so jo nameravali izdati kot četrti singl z albuma; kakorkoli že, izdajo so nazadnje odpovedali. Pesem »Radar« je nato izšla kot dodatna pesem z njenega šestega glasbenega albuma, Circus (2009), junija 2009 pa so jo izdali še kot četrti singl z albuma. Potem se pesem ni uvrstila med prvih štirideset pesmi na skoraj nobeni lestvici. Kljub temu pa je postala enaindvajseta pesem Britney Spears, ki je zasedla vrh lestvice Billboard Pop Songs, s čimer je Britney Spears postala najuspešnejša glasbenica na tej lestvici desetletja.
Videospot za pesem »Radar« je režiral Dave Meyers in je zelo podoben videospotu Madonnine pesmi »Take a Bow« (1994). V videospotu Britney Spears zaigra plemkinjo, ki je vpletena v ljubezenski trikotnik z dvema moškima, igralcema pola. Videospot je prejel mešane ocene s strani kritikov, ki so sicer hvalili modo, vendar so ga označili za neizvirnega. Pesem »Radar« je Britney Spears izvedla na svoji turneji The Circus Starring Britney Spears (2009), kjer je plesno točko sestavljal tudi ples ob drogu.

## Ozadje in snemanje
Glavne inštrumente za pesem »Radar« je posnel duet Bloodshy & Avant v studijih Bloodshy & Avant v Stockholmu, Švedska. Britney Spears je vokale posnela skupaj z Zekeom Lewisom in J. Quejem Smithom iz skupine The Clutch novembra 2006 v glasbenih studijih Sony v New York Cityju. Zeke Lewis je napisal, da si je že dolgo želel napisati pesem za Britney Spears, J. Que Smith pa je o snemalni seji povedal:
Odšli smo ustvariti novo delo [...] Mislim, da smo se zelo trudili, da se vse skupaj ni dotikalo ničesar, kar se je dogajalo v njenem resničnem življenju, da ni govorilo o stvareh, s katerimi se je v resnici soočala. [...] O nekaterih stvarih si jo želimo poslušati. Sedli smo skupaj in ustvarili pesem za Britney Spears, kakršno poznamo in obožujemo. Ko vam povem, da je bila enkratna, [...] mislim, da nas je vse ujela nepripravljene, saj je prišla v studio in tam ostala do jutra. Strinjam se, da nismo pričakovali, da se bo v studiu prikazala dan potem, ko je vložila zahtevo za ločitev od Kevina [Federlinea].
Kasneje je remix za pesem posnel Niklas Flyckt v studiu Mandarine v Stockholm, Švedska. Pesem »Radar« so, kot je povedal duet The Clutch, na začetku nameravali izdati kot tretji singl z albuma Blackout. Namesto tega so kot tretji singl izdali pesem »Break the Ice« in pesem »Radar« so nameravali izdati kot četrti singl. Za mednarodne radijske postaje so že pripravili promocijski CD in pesem »Radar« so izdali na avstralskih, novozelandskih, evropskih in ameriških radijskih postajah. Kakorkoli že, izid so odpovedali, ko je Britney Spears pričela snemati gradivo za svoj šesti glasbeni album album.
7. maja 2009 so pesem potrdili kot četrti singl z albuma Circus, 23. junija 2009 pa so jo uradno izdali na vseh radijskih postajah.

## Sestava
Pesem »Radar« je elektropop pesem zmernega tempa z elementi synthpopa. Po mnenju Poppy Cossins iz revije The Sun ima »elektronske elemente R&B glasbe, ki pridejo do izraza ob ritmu srca«. V pesmi sintetizator ne pride do izraza, zaradi uporabe sonarja ali zvoka Dopplerjevega radarja, zaradi česar so pesem večkrat primerjali s pesmijo »Tainted Love« (1981) Soft Cella. Vokali Britney Spears so sprogramirani in njene vokale je novinar revije The Michigan Daily opisal kot »tako agresivne, da so že skoraj nasilni«. Pesem vključuje elemente eurodiska. V zaključku Britney Spears poje samo »da-da«. Besedilo pesmi »Radar« govori o spolni privlačnosti. V pesmi protagonistka osebi, ki jo privlači da vedeti, da je na njenem radarju, hkrati pa našteva lastnosti tega moškega. Pred začetkom refrena s kitico »Opazujem te / In ne morem pustiti, da mi uideš« (»I got my eye on you / And i can't let you get away«) razjasni svojo privlačnost.

## Sprejem kritikov
Pesem je s strani kritikov ob izidu prejela v glavnem pozitivne ocene. Roger Friedman s kanala Fox News je bil eden izmed prvih, ki so povedali svoje mnenje o pesmi. Skupaj s singlom »Break the Ice« je pesem označil za »naravnost enkratno elektro-disko pesmi«, medtem ko je napisal, da preostali album zveni kot »Las Vegas, ki se spreminja v Eurodisco.« Novinar revije Blender je pesmi dodelil štiri zvezdice in pol ter jo označil za drugo potencialno uspešnico albuma ter jo označila za »elektropop dance pesem z refrenom, za kakršnega bi večina pop zvezdnikov ubijala«. Stephen Thomas Erlewine s spletne strani Allmusic je pesem zaradi dobre produkcije imenoval za vrhunec albuma. Nekesa Mumbi Moody iz revije USA Today je napisala, da je pesem »privlačna tehno groove pesem, ki vas spravi na noge«. Chuck Arnold iz revije People je napisal, da je pesem »podobna Rihanninim delom«. Cameron Adams iz revije Herald Sun je napisal, da pesem zveni kot »prevzem slabših del« in jo primerjal z Rihannino pesmijo »SOS« (2006). Poppy Cossins iz revije The Sun je napisala, da pesem zveni kot »skrajna dela skupine Pussycat Dolls«. Pesem »Radar« je pozitivne kritike prejemala tudi potem, ko so jo izdali kot dodatno pesem z albuma Circus. Nick Levine iz revije Digital Spy je napisal, da pesem »še vedno zveni enkratno, je eden izmed najboljših primerov robotskega popa z albuma Blackout, ki so ga pravzaprav izumili za ta album, vendar je vse skupaj od takrat zbledelo.« 29. julija 2009 je revija FHM pesem »Radar« izbrala za singl tedna.

## Dosežki na lestvicah
17. novembra 2007 je pesem »Radar« zaradi dobre digitalne prodaje albuma Blackout debitirala na dvainpetdesetem mestu ameriške glasbene lestvice, Billboard Hot Digital Songs. Pesem se je uvrstila tudi na lestvice v mnogih drugih državah zaradi dobre digitalne prodaje ali samo uspešnosti na radijih, kjer je zasedla zelo visoka mesta. Na irski lestvici je pesem 15. julija 2008 debitirala na sedeminštiridesetem mestu. 5. avgusta tistega leta je na lestvici zasedla dvaintrideseto mesto. Na švedski lestvici je pesem »Radar« 28. julija 2008 zasedla osmo mesto ter tam ostala dva tedna. Pesem je na novozelandski lestvici 18. avgusta 2008 debitirala na sedemintridesetem mestu, dva tedna kasneje pa že zasedla dvaintrideseto mesto.
Potem, ko so jo potrdili kot četrti singl z albuma Circus, se je pesem »Radar« ponovno uvrstila na mnoge glasbene lestvice. 29. avgusta 2009 je zasedla trideseto mesto na eni izmed ameriških lestvic, Billboard Pop Songs. 5. septembra 2009 je končno debitirala na lestvici Billboard Hot 100, in sicer na devetdesetem mestu, nazadnje pa je naslednjega tedna zasedla oseminosemdeseto mesto lestvice.  Postala je njena peta pesem z albuma Circus, ki se je uvrstila na to lestvico, s čimer je bilo prvič, da se je pet pesmi iz enega njenega albuma uvrstilo na to lestvico. Je tudi njena dvaindvajseta pesem, ki se je uvrstila na lestvico Billboard Hot 100. Pesem »Radar« je tudi njena enaindvajseta pesem, ki se je uvrstila na lestvico Billboard Pop Songs, s čimer je Britney Spears postala najuspešnejša glasbenica na tej lestvici. Do julija 2010 je pesem »Radar« digitalno prodala 481.000 izvodov v Združenih državah Amerike. Istega tedna je pesem zasedla petinšestdeseto mesto na kanadski lestvici. Nato je 20. julija 2009 zasedla šestinštirideseto mesto na avstralski lestvici, kjer pa je ostala samo en teden. 2. avgusta 2009 je pesem zasedla šestinštirideseto mesto na britanski lestvici.

## Videospot

### Razvoj
Ko so pesem nameravali izdati kot singl z albuma Blackout, so nameravali posneti videospot za pesem v Chelsei, London, ki bi ga režirala Britney Spears. Videospot naj bi prikazoval Britney Spears in njene prijatelje, ki po klubih lovijo nekega moškega. Kakorkoli že, ko so izid pesmi kot singl odpovedali, so odpovedali tudi snemanje filma. Videospot za pesem »Radar« z albuma Circus so posneli 27. in 28. maja 2009 v hotelih Bacara v Santa Barbari, Kalifornija. Videospot je režiral Dave Meyers, ki je z Britney Spears sodeloval že pri snemanju videospotov za njene pesmi »Lucky«, »Boys« in »Outrageous« ter pri snemanju reklame za dišavo Curious commercials. Dave Meyers je trdil, da je videospot navdihnil videospot za Madonnino pesem »Take a Bow« (1994). Dave Meyers dodaja: »Iskali smo način, da bi ustvarili sodoben, uglajen videospot. Zelo nas je navdihnil Madonnin videospot. Britney še nikoli ni posnela česa temu podobnega«. Dodal je še, da bi videospot označil za »telenovelasto romanco« in snemanje videospota obnovil z besedami:
[Britney Spears] je zelo odprte glave in pripravljena poskušati nove reči, pa tudi sam sem si želel poskusiti posneti nekaj novega. Na nek način je prijazen način tega, da si poveva, kako zelo zaupava drug drugemu. Sedaj na nek način oba izboljšujeva dele drug drugega, sva kot dva stara prijatelja, ki se ponovno združita, ki poskušata nove in sveže stvari, iščeta različne tehnike ter stile in poskušata najti način, da bi jih spravila v obliko, s katero bi jih praznovala. Mislil sem si: »To ni prvi singl [z albuma Circus]. Dajmo malce eskperimentirati in jo prisiliti, da se vse skupaj posname brez plesalcev.« Mislim, da so videospoti priložnost, da pokaže še kaj drugega kot samo svoje vokale. Mediji jo kar naprej napadajo, zato sem si mislil: »Pokažimo Britneyjino uglajeno stran, osredotočimo se na uglajene izkušnje, vse skupaj naj bo zelo evropsko.« In je na točki kariere, kjer bi bilo po mojem mnenju dobro, da bi posnela kaj takega.

### Zgodba
Videospot se prične z Britney Spears, ki prispe na polo tekmo v nekem dvorcu. Iz avtomobila izstopi oblečena v brezrokavnik, kavbojke ter majico. Pričaka jo njen fant in prične peti. Sprehodita se mimo skednja, zraven katerega stoji igralec pola. Za kratek čas se spogledata in nato prične peti na balkonu, s katerega opazuje drugega moškega skozi daljnogled. Ob koncu prve kitice ji njen fant za vrat zapne ogrlico, darilo zanjo. Do konca druge kitice se prikazujejo prizori Britney Spears med petjem in opazovanjem igralca pola med oblačenjem. Ko se prične refren, Britney Spears, oblečena v belo obleko in velikanski klobuk, prispe na tekmo pola. Čez ramo pogleda polo igralca in zapoje besedilo: »Opazujem te / In ne smem te izgubiti« (»I got my eye on you / And I can’t let you get away«). Ko se igra konča, odide in drugi moški ji sledi. Znotraj dvorca se spogledujeta in nazadnje odideta. Njen fant opazi, da manjka, ji sledi v dvorec ter na tleh vidi njeno ogrlico. Videospot se konča z Britney Spears in drugim moškim, ki odideta v sončni zahod.

### Sprejem
Daniel Kreps iz revije Rolling Stone je napisal, da je videospot za pesem »Radar« njen najšibkejši videospot od videospota za pesem »Gimme More«, hkrati pa ga je primerjal z videospotom za Madonnin singl »Take a Bow«: »Medtem ko se je Madonna oblekla v plemiško senorito v stiski, garderobo Britney Spears pa je sestavljal samo ogromen klobuk elite Kentucky Derbyja.« Dejal je tudi, da ideja ni izvirna in jo primerjal z reklamami za dišave Britney Spears. Nadia Mendoza iz revije The Sun je napisala: »Pozabite na tesno oprijeto rdečo obleko in nepomembne drobcene stevardesaste obleke. Britney Spears se je za nas spremenila v prefinjeno osebo.« Pohvalil je tudi modo v videospotu: »Britneyjin klobuk se ji prilega bolj kot pravim plemičem.« Peter Gicas iz revije E! je menil, da je bil videospot prijetna sprememba od videospotov za pesmi, kot sta »Womanizer« in »If U Seek Amy«. Napisal je še, da je »bolj enostaven pristop pripovedovanja tako imenovanih zgodb«, vendar naj bi bil »malce preveč podoben preveč dramatičnim reklamam za njene dišave.« Novinar revije OK! je videospot označil za »šik«, opazil pa je tudi, da precej odstopa od njenih prejšnjih videospotov.

## Promocija
Britney Spears je pesem leta 2009 izvedla na turneji The Circus Starring Britney Spears. Po nastopu s pesmijo »Piece of Me« so akrobati za kratek čas izvedli uvod, kjer visijo s tkanine, v ozadju pa se prikazuje nekaj podobnega nevihti. Britney Spears se je potem vrnila na oder in, oblečena v črn modrček s kristali Swarovski, nogavice ter usnjene škornje (vse sta oblikovala modna oblikovalca Dean in Dan Caten), pričela izvajati pesem »Radar«. Nastop je vključeval tudi ples ob drogu, končal pa se je z Britney Spears in plesalci, ki sredi treh obročev pozirajo, nazadnje pa jih zagrne rdeča zavesa.
Pesem so promovirali tudi s spletnim tekmovanjem DanceJam.com. Tekmovalci so morali objaviti posnetek njih med plesanjem ob pesmi »Radar« in Britney Spears ter založba Jive Records so izbrali zmagovalca. Christopher Dallman je svojo verzijo skupaj z lastnimi različicami pesmi »...Baby One More Time«, »Gimme More« in »Toxic« vključil na svoj EP Sad Britney, izdan 9. novembra 2009.

## Seznam verzij
| - Digitalna pesem 1. »Radar« – 3:48 - Digitalni singl 1. »Radar« – 3:48 2. »Radar« (remix Bloodshy & Avant) – 5:44 3. »Radar« (remix Manhattana Cliquea) – 5:53 4. »Radar« (Tonalov klubski remix) – 4:56 5. »Radar« (Tonalov radijski remix) – 4:00 | - Dodatek k albumu The Singles Collection 1. »Radar« – 3:48 2. »Radar« (remix Bloodshy & Avant) – 5:44 - Ameriški promocijski CD 1. »Radar« - 3:49 2. »Radar« (inštrumentalno) - 3:48 |

## Ostali ustvarjalci
- Vokali – Britney Spears
- Tekstopisci – Christian Karlsson, Pontus Winnberg, Henrik Jonback, Balewa Muhammad, Candice Nelson, Ezekiel »Zeke« Lewis, Patrick »J.Que« Smith
- Producenti – Bloodshy & Avant, The Clutch
- Remix – Niklas Flyckt
- Asistent inženirja – Jim Carauna
- Kitare – Henrik Jonback
- Klaviature – Bloodshy & Avant
- Spremljevalni vokali – Candice Nelson, Michaela Breen

## Dosežki na lestvicah
| Lestvica (2008/2009)                          | Dosežek |
| --------------------------------------------- | ------- |
| Avstralija (ARIA)                             | 46      |
| Belgija (Valonija; Ultratip 40)               | 13      |
| Brazilija (Billboard Brasil)                  | 89      |
| Kanada (Canadian Hot 100)                     | 65      |
| Francija (SNEP)                               | 44      |
| Irska (IRMA)                                  | 32      |
| Nova Zelandija (RIANZ)                        | 32      |
| Švedska (Sverigetopplistan)                   | 8       |
| Združeno kraljestvo (UK Singles Chart)        | 46      |
| Združene države Amerike (Billboard Hot 100)   | 88      |
| Združene države Amerike (Billboard Pop Songs) | 30      |

## Zgodovina izidov
| Država                  | Datum          | Format                  | Založba      |
| ----------------------- | -------------- | ----------------------- | ------------ |
| Združene države Amerike | 9. junij 2008  | CD – Promocijska izdaja | Jive Records |
| Združene države Amerike | 23. junij 2009 | Radijska izdaja         | Jive Records |
| Kanada                  | 24. julij 2009 | Digitalno – EP          | Jive Records |
| Italija                 | 24. julij 2009 | Digitalno – EP          | Jive Records |
| Evropa                  | 27. julij 2009 | Digitalno – EP          | Jive Records |
| Velika Britanija        | 27. julij 2009 | Digitalno – EP          | Jive Records |